# Хронологія історії Естонії
Це хронологічне викладення історії Естонії, яке включає важливі правові та територіальні зміни і політичні події в Естонії та її державах-попередниках.

## I Сторіччя
| Рік | Дата | Подія                                                                              |
| --- | ---- | ---------------------------------------------------------------------------------- |
| 98  |      | Римський історик Публій Корнелій Тацит написав у книзі Германія про племена Естів. |

## VI Сторіччя
| Рік | Дата | Подія                                                                 |
| --- | --- | --------------------------------------------------------------------- |
| 600 | | Вікінги з Готланд приплили на острів Хіюмаа і побудували там фортецю. |
| 600 | Король Інгвар вторгається в Естонію, але його там вбивають. Його син Анунд мстить, посилюючи набіги на землі естів. |                                                                       |

## IX Сторіччя
| Рік | Дата | Подія                                                                        |
| --- | ---- | ---------------------------------------------------------------------------- |
| 800 |      | Естонці беруть участь у битві при Броваллі на стороні шведів і проти данців. |

## X Сторіччя
| Рік | Дата | Подія                                                                                     |
| --- | ---- | ----------------------------------------------------------------------------------------- |
| 967 |      | Олаф І, майбутній король Норвегії, захоплений естонськими піратами, і проданий в рабство. |
| 972 |      | Битва між естами і ісландцями в Сааремаа.                                                 |

## XI Сторіччя
| Рік  | Дата | Подія |
| ---- | ---- | --- |
| 1008 |      | Святий Олаф, майбутній король Норвегії, виграє битву на Сааремаа.                                                                               |
| 1030 |      | Князь Ярослав Мудрий захопив фортецю Тарбату і побудував там замок Юр'єв, навколо якого згодом утворилось місто Тарту.                          |
| 1032 |      | Новгородський флот намагається досягти Коливані (сучасний Таллінн), але зазнає поразки в морській битві біля «залізних воріт» на острові Аегна. |
| 1061 |      | Естонці знищили Юр'єв замок і провели напад на Псков.                                                                                           |

## XII Сторіччя
| Рік  | Дата | Подія |
| ---- | ---- | --- |
| 1113 |      | Князь Мстислав Великий виграє битву проти Чудь (естонці або люди, пов'язані з естонцями).                           |
| 1116 |      | Князь Мстислав Великий, спираючись на Псков і Новгород, здійснив рейд проти Чуді і захопив фортецю Отепя.           |
| 1132 |      | Всеволод з Новгорода був розбитий під Вайгою.                                                                       |
| 1134 |      | Князь Всеволод з Новгорода розбиває Чудь і захоплює фортифікацію Тарту (Юр'єв).                                     |
| 1154 |      | Арабський географ Мухаммад Аль-Ідрісі згадує різні місця Естонії, серед яких фортецю Таллінна.                      |
| 1165 |      | Бенедиктський єпископ Фулко назначений єпископом в естонію в Архієпископство Лунд.                                  |
| 1170 |      | Вальдемар I Великий бореться з куонами та естонськими піратами біля острова Еланд.                                  |
| 1171 |      | Єпископ Фулко зробив місіонерську поїздку в Естонію.                                                                |
| 1177 |      | Взимку естонці атакували та спалили Псков.                                                                          |
| 1187 |      | Естонці і карели пограбували область Меларен у Швеції, спалили місто Сигтуна і вбили архієпископа.                  |
| 1191 |      | Цистеріанський монах Теодорік з Турайди, майбутній єпископ Естонії, робить невдалу місіонерську подорож до Естонії. |
| 1192 |      | Князь Ярослав Володимирович з Новгорода сходив у похід проти естонців, спалив фортеці Тарту і Отепя.                |
| 1193 |      | Папа Целестин III закликає до хрестового походу проти язичників у Північній Європі.                                 |
| 1200 |      | Єпископ Альберт і його хрестоносці захопили Ригу в Латвії.                                                          |

## XIII Сторіччя
| Рік  | Дата                                                                                     | Подія |
| ---- | ---------------------------------------------------------------------------------------- | --- |
| 1202 |                                                                                          | Засновано Орден мечоносців |
| 1203 |                                                                                          | Остров'яни з Сааремаа розорили райони Південної Швеції, які належали Данії. Повертаючися пірати влаштували бій з німецькими поселенцями з Риги недалеко від міста Вісбі в Готланді. |
| 1206 |                                                                                          | Вальдемар II будує фортецю на Сааремаа, але спалює її після того, як не знайшов оборонців для неї.                                                                                  |
| 1207 |                                                                                          | Земля Маріанни (Земля Діви Марії) закріплюється як політична одиниця хрестоносців в Лівонії.                                                                                        |
| 1208 |                                                                                          | Латиші і Ліви вторглися в Сакалу і Уганди в Південній Естонії, що розпочалоЛівонський хрестовий похід (1208—1227).                                                                  |
| 1210 |                                                                                          | Естонці обложили фортецю Цесіс у Латвії. |
| 1210 | Естонці перемагають Орден меченосців у битві за Юмеру в Латвії.                          | |
| 1210 | Псков і Новгород війська взяли в облогу фортецю Отепя.                                   | |
| 1211 |                                                                                          | Псковські війська здійснили похід до Західної Естонії. |
| 1211 | Літо                                                                                     | Естонці зазнали поразку від Ордену меченосців у Битві за Турайде в Латвії. |
| 1211 | Орден меченосців зазнав поразки від естонців у битві за Вільянді.                        | |
| 1211 | Естонські набіги на хрестоносців у Латвії.                                               | |
| 1212 |                                                                                          | Новгородські війська взяли в облогу фортецю Варбола. |
| 1212 | Війська з Сакала, на чолі з Лембітом, спалити Псков.                                     | |
| 1213 |                                                                                          | Литовський набіг на область Сакала. |
| 1215 |                                                                                          | Орден меченосців перемагає естонців у лехолаській битві. |
| 1215 | Війська з Сааремаа осадили Ригу.                                                         | |
| 1215 | Війська з Сакала пішли походом на хрестоносців у районах Латвії.                         | |
| 1216 |                                                                                          | Псковські війська захопити фортецю Отепя. |
| 1217 | лютий                                                                                    | Орден меченосців зазнав поразки від естонців і русів у Битві при Отепя. |
| 1217 | 21 вересня                                                                               | Орден меченосців, латгали і ліви перемогли естів у битві при Вільянді, де естонський лідер Лембіт був убитий.                                                                       |
| 1219 | 15 червня                                                                                | Вальдемар II захоплює Таллінн у битві при Лінданісе і будує Замок Тоомпеа. |
| 1220 | 8 серпня                                                                                 | Юхан I Сверкерсон вторгається у Ляянемаа, але зазнає поразки від військ з Сааремаа в битві під Ліхуа.                                                                               |
| 1221 |                                                                                          | Естонці взяли в облогу Таллінн. |
| 1222 |                                                                                          | Данські війська розгромили естонців у Сааремаа. |
| 1223 | 29 січня                                                                                 | Естонці перемогли Орден меченосців у битві під Вільянді і звільнили всю Південну Естонію.                                                                                           |
| 1223 | Естонці зазнали поразки від Ордену меченосців у Юююююмера, у Латвії.                     | |
| 1223 | Псковські та Новгородські війська здійснили набіг на більшу частину материкової Естонії. | |
| 1224 | 15 серпня                                                                                | Орден меченосців захопили фортецю Тарту, яку захищали естонські і руські війська. Материкова частини Естонії переходить до хрестоносців.                                            |
| 1224 | Дерптське єпископство засновано в Південно-Східній Естонії.                              | |
| 1227 | січень                                                                                   | Орден меченосців підкорив останню язичницьку фортецю в Сааремаа. |
| 1227 |                                                                                          | Орден меченосців відбив Північну естонію у Данії. |
| 1228 | 1 жовтня                                                                                 | Езель-Віцьке єпископство засновано в Західній Естонії. |
| 1234 |                                                                                          | Псковські і Новгородські війська вторгаються в єпископство Дерпті, яке змушене платити данину протягом чотирьох років.                                                              |
| 1234 | Брати Де Лоде в Кулламаа відмовляються визнати новим єпископом Саарі — Ляенеска.         | |
| 1236 | 22 вересня                                                                               | Орден меченосців розбитий жемайтами в битві при Саулі. Остров'яни з Сааремаа повстати проти німецького панування.                                                                   |
| 1237 |                                                                                          | Орден мечоносців об'єднується з Тевтонським орденом і тепер відомий як Лівонський орден, незалежний від держави Тевтонського ордена.                                                |
| 1238 |                                                                                          | Лівонський орден допомагає відновити владу єпископа Езель-Віка в Кулламаа. |
| 1242 | 5 квітня                                                                                 | Лівонський орден з військами естонців зазнає поразку від Новгорода під час Льодового побоїща.                                                                                       |
| 1268 | 18 лютого                                                                                | Псков і Новгород здобули перемогу над Лівонським орденом у раковорській битві й припинили спроби Ордена захопити новгородські землі.                                                |
| 1270 | 16 лютого                                                                                | Литовці перемогти Лівонський орден у битві при Карусе. |
| 1285 |                                                                                          | Таллінн стає членом Ганзи. |
| 1298 |                                                                                          | Війна між Лівонським орденом і єпископством Саарі-Ляенеское. |

## XIV Сторіччя
| Рік  | Дата | Подія                                                                     |
| ---- | ---- | ------------------------------------------------------------------------- |
| 1343 |      | Повстання в північному заході Естонії і Сааремаа.                         |
| 1346 |      | Король Вальдемар IV Аттердаг продає Північну Естонію Тевтонському ордену. |
| 1347 |      | Тевтонський орден передає Північну Естонію Лівонському ордену.            |

## XV Сторіччя
| Рік  | Дата | Подія                                                                         |
| ---- | ---- | ----------------------------------------------------------------------------- |
| 1419 |      | Формується Лівонський з'їзд для вирішення внутрішніх суперечок у Лівонії.     |
| 1435 |      | Лівонська конфедерація створена для вирішення внутрішніх суперечок у Лівонії. |
| 1440 |      | Лівонський орден отримує незалежне керівництво від Тевтонського ордена.       |
| 1459 |      | Лівонський орден бере свої території в Естонії під свій контроль.             |

## XVI Сторіччя
| Рік  | Дата | Подія |
| ---- | --- | --- |
| 1525 | | Тевтонський Орден секуляризований і Лівонський орден стає де-факто незалежними.                                                                                         |
| 1558 | | Московські сили вторгаються в східну Естонію, починається Лівонська війна.                                                                                              |
| 1558 | Дерптське єпископство і кілька повітів Лівонського ордену в Східній Естонії здалися московським військам.                                                    | |
| 1558 | Тарту здався московським військам у Лівонській війні. | |
| 1559 | | Єпископ з Саарі — Ляенеського продає свою єпархію королю Фредеріку II, який дає землю своєму брату, князю Магнусу. Лютеранство отримує значну частину Західної Естонії. |
| 1560 | | Герцог Магнус Гольштейн бере владу в Саарі-Ляенеському єпископстві в свої руки.                                                                                         |
| 1560 | Московські війська перемогли Лівонський орден у битві за Ермесу.                                                                                             | |
| 1560 | Московські війська захопити Центральну Естонію. | |
| 1560 | Іван IV Грозний розгромив Лівонський орден у битві за Ермесу.                                                                                                | |
| 1561 | | Командуючий Таллінна і голови інших округів Північної Естонії дали присягу Швеції.                                                                                      |
| 1561 | Віленська унія передає землі Лівонського ордену в Південній Естонії та Північній Латвії до Великого князівства Литовського в статусі Лівонського герцогства. | |
| 1561 | 6 червня | Міська рада Ревеля здалася в Швеції. |
| 1562 | | Лівонський орден розпущено. |
| 1562 | Округ Зонебург колишнього Лівонського ордену в Сааремаа і Гійумаа відмовляється визнавати владу Литви.                                                       | |
| 1564 | | Округ Паасілінна добровільно переходить під владу Данії. |
| 1573 | 1 січня | Московські війська зайняли Пярну в Західній Естонії та фортецю Вісенстейн.                                                                                              |
| 1578 | | Бальтазар Русів опублікував свої літописи про Лівонську війну. |
| 1581 | 6 вересня | Наймана армія Швеції захопила у Московії Нарву. |
| 1582 | | Дерпт разом з Південною Естонією були включені до складу держави Річ Посполита.                                                                                         |

## XVII Сторіччя
| Рік  | Дата         | Подія                                                                                       |
| ---- | ------------ | ------------------------------------------------------------------------------------------- |
| 1625 |              | Шведський командувач Якоб Понтуссон Делагарді отримав Тарту і Південну Естонію від Польщі   |
| 1632 |              | Заснувано Тартуський університет у Швеції королем Густавом.                                 |
| 1645 | 13 серпня    | Острів Сааремаа був переданий Данією до Швеції за Брьомсембурським миром.                   |
| 1700 | 20 листопада | Битва при Нарві, де шведська армія у короля Карла XII перемагає армію Московського царства. |

## XVIII сторіччя
| Рік  | Дата      | Подія                                                                             |
| ---- | --------- | --------------------------------------------------------------------------------- |
| 1704 |           | Московські війська царя Петра I захопили Дерпт (Тарту) в Великій Північній Війні. |
| 1708 |           | Побоюючись шведської атаки, московити спалили місто Тарту.                        |
| 1710 |           | Вся Естонія була включена до складу Московського царства.                         |
| 1721 | 30 серпня | Естонія була офіційно передана від Швеції в володіння Росії за Ништадським миром. |

## XIX Сторіччя
| Рік  | Дата | Подія |
| ---- | ---- | --- |
| 1819 |      | Кріпацтво скасовано. |
| 1861 |      | Естонський національний епос «Калевіпоеґ», було опубліковано естонською та німецькою мовами.                                                |
| 1869 |      | Було засноване Естонське свято пісні. |
| 1889 |      | Розпочата політика русифікації стосовно балтійських німців за якою правові та освітні установи закривають або переводять на російську мову. |

## XX Сторіччя
| Рік  | Дата | Подія |
| ---- | --- | --- |
| 1918 | 24 лютого | Декларація незалежності Естонії. |
| 1918 | 3 березня | Брестейський мир. Більшовицька Росія визнала суверенітет Естонії. |
| 1918 | 11 листопада | Німці почали виведення своїх військ з території Естонії і передачу влади тимчасовому уряду Естонії (на чолі з Костянтином Пястом).                                                                         |
| 1918 | 22 листопада | Естонія була захоплена військами російських більшовиків. Початок визвольної війни. |
| 1919 | | Більшовики були вигнані з Естонії. |
| 1919 | 10 жовтня | Прийнято аграрний закон, за яким багато маєтків, що належать балтійським німцям і естонським поміщикам, будуть перерозподілені.                                                                            |
| 1920 | 2 лютого | Заключений Тартуський мир, за яким Радянська Росія визнавала Естонію. |
| 1920 | 15 червня | Ухвалення Конституції. |
| 1922 | 22 вересня | Естонія вступила в Лігу націй. |
| 1933 | 14 жовтня | Рішення на користь конституційної реформи, яка давала широкі повноваження новому президенту. |
| 1934 | 24 січня | Нова конституція увійшла в дію. |
| 1934 | 12 березня | Костянтин Пятс за допомогою генерала Лайдонера створив віртуальну диктатуру. Парламент був усунений, а політичні партії були заборонені. Було заарештовано багато членів вапсового руху.                   |
| 1937 | 29 липня | Нова конституція з громадянськими свободами і демократією відновлена, але з дуже сильним інститутом президентства.                                                                                         |
| 1938 | | Каарел Еенпалу став прем'єр-міністром Естонії. |
| 1938 | 24 лютого | На виборах переміг Національний фронт набравши 63 місць, а вся опозиція отримала 17 місць. |
| 1938 | 24 квітня | Костянтин Пятс обраний президентом. |
| 1939 | | Юрі Улуотс стає прем'єр-міністром Естонії. |
| 1939 | 23 серпня | Був підписаний Пакт Молотова — Ріббентропа, за яким Германія і Радянський Союзу погодились на спільні дії та поділ більшої частині Європи між цими двома країнами.                                         |
| 1940 | 17 червня | Червона Армія окупувала Естонію та Латвію. |
| 1940 | 6 серпня | В Естонії була незаконно проголошена Естонська РСР, яка була проти волі і закону включена до складу Радянського Союзу.                                                                                     |
| 1941 | | Німецькі війська взяли за допомогою лісових братів Естонії більше з Рад. |
| 1941 | 14 червня | Відбулися масові депортації радянською адміністрацією в Естонії, Латвії та Литві. |
| 1941 | 22 червня | Німеччина напала на Радянський Союз, естонські партизани (лісові брати) почали повстання в Південній Естонії.                                                                                              |
| 1941 | 28 серпня | Затонув радянський пароплав з 3500 мобілізованих естонців на борту, 598 з них померли. |
| 1941 | 1 грудня | Німецькою військовою адміністрацією призначене самоврядування Естонії на чолі з Хяльмярлм Хае. |
| 1944 | | Отто Тіф був узятий у полон радянськими військами; Юрі Улуотс і члени уряду Тіфа втекли в Швецію. |
| 1944 | 30 січня | Битва під Нарвою: радянські війська перейшли кордон Естонії. |
| 1944 | 24 лютого | Битва під Нарвою: естонські добровольці почали контратаку на річці Нарва. |
| 1944 | 6 березня | Радянські авіація атакувала Нарву в Естонії, знищивши майже все старе місто. |
| 1944 | 9 березня | Радянські авіація атакувала Таллінн, Естонія. |
| 1944 | 26 липня | Битва під Нарвою: радянські війська захопили Нарву. |
| 1944 | 29 липня | Битва за лінію «Танненберг»: естонська і німецька контратака зупинили радянський наступ у бік Таллінна. |
| 1944 | 26 серпня | Радянські війська захопили більшу частину Тарту, місто було прифронтовим протягом місяця. |
| 1944 | 18 вересня | Юрі Улуотс, будучи прем'єр-міністром на посаді президента Естонії, запропонував Тіфу, щоб той сформував уряд напередодні виведення німецьких військ. Офіційний вісник опублікував проголошення уряду Тіфа. |
| 1944 | 20 вересня | Тіф спробував організувати оборону Таллінна, передбачаючи прихід Червоної Армії через два дні. |
| 1944 | 22 вересня | Радянські війська захопили Таллінн. |
| 1944 | 19 грудня | Вся територія Естонії була захоплена Червоною Армією. |
| 1949 | 25 березня | Велика депортаційна кампанія була проведена в Естонії, Латвії та Литві. Радянська влада депортувала понад 92 000 осіб з країн Балтії у віддалені райони Радянського Союзу.                                 |
| 1955 | 19 липня | Естонське телебачення розпочало своє мовлення. |
| 1978 | 28 вересня | Один з останніх лісових братів партизанського рух винищувач Аугуст Саббе був виявлений і вбитий в Естонії.                                                                                                 |
| 1980 | | Молодіжні бунти в столиці Радянської Республіки Естонія були швидко придушені. |
| 1988 | | В Естонії відбулась 300 000 демонстрація на підтримку незалежності. |
| 1988 | Естонська мова стала офіційною мовою Естонії. | |
| 1988 | 16 листопада | Верховна Рада Естонської РСР визнала, що Естонія є «суверенною», але утрималася від проголошення незалежності.                                                                                             |
| 1989 | | Естонський прапор був піднятий над баштою замку Довгий Герман, до цього прапор було піднято аж 44 роки тому.                                                                                               |
| 1989 | Два мільйони корінних жителів Естонії, Латвії та Литви, тоді ще окупованих Радянським Союзом, взявшись за руки, щоб вимагати свободу і незалежність, створили безперервний 600-от кілометровий людський ланцюг названий Балтійським шляхом. | |
| 1991 | | Латвія та Естонія проголосували за незалежність від Радянського Союзу. |
| 1991 | Сполучені Штати визнали незалежність Естонії, Латвії та Литви. | |
| 1991 | 20 серпня | Верховна Рада Естонської РСР визнала незалежність Естонії від Радянського Союзу. |
| 1991 | 6 вересня | Радянський Союз визнав незалежність Балтії. |
| 1992 | | Естонія провела референдум з питанням щодо її конституції. |
| 1992 | Генрік Марк і уряд у вигнанні передали свої повноваження новообраному Рійгікогу. | |
| 1992 | Леннарт Мері був обраний президентом Естонії. | |
| 1992 | 20 червня | Карбованець СРСР був замінений на крону. |
| 1994 | | Російська армія покинула Естонію. |
| 1994 | 28 вересня | Автомобільний пором Естонія затонув у Балтійському морі, загинуло 852 особи. |

## XXI Сторіччя
| Рік  | Дата | Подія |
| ---- | --- | --- |
| 2001 | | В Естонії загинуло 68 осіб, після вживання сурогатної алкогольної продукції, яка містить метанол.                                                                                               |
| 2002 | | В Естонії відбулося Євробачення, перше в колишній радянській республіці. |
| 2002 | НАТО провело зустріч на вищому рівні в Празі, на якій Болгарія, Естонія, Латвія, Литва, Румунія, Словаччина і Словенія були запрошені вступити до НАТО. | |
| 2003 | | Естонія схвалила вступ до Європейського Союзу і НАТО в референдумі, на якому 66 % погодилися з приєднанням і 34 % були проти.                                                                   |
| 2004 | 29 березня | Відбулося найбільше розширення НАТО на сьогодні, Болгарія, Естонія, Латвія, Литва, Румунія, Словаччина і Словенія приєдналися до організації.                                                   |
| 2004 | 1 травня | Відбулося найбільше розширення Європейського Союзу на сьогодні, до Союзу долучилося 10 держав-членів: Польща, Литва, Латвія, Естонія, Чехія, Словаччина, Словенія, Угорщина, Мальта і Кіпр.     |
| 2005 | | Той же шторм, який лютував у США цього місяця досяг Англії, Скандинавії і Прибалтики, в результаті чого 13 осіб загинуло, а повені спричинили часті вимкнення від мережі.                       |
| 2005 | Пасажирський вертоліт на шляху до Гельсінкі в Фінляндії врізався в море недалеко від Таллінна в Естонії, загинуло 14 осіб.                              | |
| 2006 | | Тоомас Гендрік Ільвес був обраний на місце президента Естонії. |
| 2007 | 27 квітня | Росіяни влаштували заворушення в Таллінні, у зв'язку з переміщенням Бронзового солдата. Дві ночі масових заворушень призвели до загибелі однієї особи. Супроти Естонії розпочалися кібер-атаки. |

## Додаткова література
- Томас Бартлет (1841). Esthonia. Нова таблиця пам'яті; або Хроніка знаменних подій. London: Thomas Kelly. Архів оригіналу за 1 травня 2016. Процитовано 2 квітня 2016.
- Estonia. Політична хронологія Європи. Europa Publications. 2003. ISBN 978-1-135-35687-3. Архів оригіналу за 12 травня 2016. Процитовано 2 квітня 2016.
- Miljan, Toivo (2004). Історичний словник Естонії. Scarecrow Press. ISBN 0-8108-4904-6. Архів оригіналу за 1 січня 2014. Процитовано 2 квітня 2016.